# Боревоар
Боревоар (фр. Beaurevoir) насеље је и општина у североисточној Француској у региону Пикардија, у департману Ен (Пикардија) која припада префектури Сен Кентен.
По подацима из 2011. године у општини је живело 1.498 становника, а густина насељености је износила 68,94 становника/km². Општина се простире на површини од 21,73 km². Налази се на средњој надморској висини од 138 метара (максималној 152 m, а минималној 97 m).

## Демографија
| 1962. | 1968. | 1975. | 1982. | 1990. | 1999. | 2011. |
| ----- | ----- | ----- | ----- | ----- | ----- | ----- |
| 1.264 | 1.342 | 1.317 | 1.442 | 1.425 | 1.498 | 1.498 |

График промене броја становника у току последњих година